# Гомес Мартинес, Паула Карина
Паула Карина Гомес Мартинес (исп. Paula Karina Gómez Martinez; род. 31 января 1985 года, Мерло, Аргентина) — аргентинская парадзюдоистка. Бронзовая призёрка Паралимпийских игр 2024 года.

## Биография
В 2016 году квалифицировалась на летние Паралимпийские игры 2016 в Рио-де-Жанейро в весовой категории до 48 кг, став первой аргентинкой, принявшей участие на женских соревнованиях по дзюдо на Паралимпийских играх.
5 сентября 2024 года приняла участие на летних Паралимпийских играх 2024 в Париже в весовой категории до 57 кг (класс J1). В 1/8 финала победила венгерскую дзюдоистку Флору Бурани, в четвертьфинале проиграла американке Марие Лиане Мутиа. В утешительном финале победила казахстанку Альфию Тлеккабыл, в матче за третье место — канадку Присциллу Ганье, завоевав «бронзу» Паралимпиады-2024.

## Спортивные результаты
| Год  | Турнир                          | Место проведения | Категория       | Место |
| ---- | ------------------------------- | ---------------- | --------------- | ----- |
| 2014 | Чемпионат мира                  | Колорадо-Спрингс | до 48 кг        | 10    |
| 2016 | Летние Паралимпийские игры 2016 | Рио-де-Жанейро   | до 48 кг        | 7     |
| 2018 | Чемпионат мира                  | Одивелаш         | до 48 кг        | 13    |
| 2022 | Чемпионат мира                  | Баку             | до 57 кг, J1    | 5     |
| 2023 | ПараПан Американские игры       | Сантьяго         | до 57 кг, J1/J2 | 3     |
| 2024 | Летние Паралимпийские игры 2024 | Париж            | до 57 кг, J1    | 3     |